# From the Inside (альбом Poco)
From the Inside (рус. Изнутри) — четвёртый, считая концертный Deliverin', студийный альбом американской кантри-рок-группы Poco, выпущенный 5 сентября 1971 года на лейбле Epic Records.
Диск достиг 52 позиции в чарте Billboard 200.

## Список композиций
1. «Hoe Down» (Ричи Фьюрэй, Расти Янг) — 2:04
2. «Bad Weather» (Пол Коттон) — 5:02
3. «What Am I Gonna Do» (Фьюрэй) — 3:46
4. «You Are the One» (Фьюрэй) — 3:48
5. «Railroad Days» (Коттон) — 3:35
6. «From the Inside» (Тимоти Би Шмит) — 3:10
7. «Do You Feel It Too» (Фьюрэй) — 5:32
8. «Ol’ Forgiver» (Коттон) — 3:38
9. «What If I Should Say I Love You» (Фьюрэй) — 3:37
10. «Just for Me and You» (Фьюрэй) — 3:37

## Участники записи
- Пол Коттон — гитара, вокал
- Ричи Фьюрэй — гитара, вокал
- Расти Янг — стил-гитара, гитара, вокал
- Тимоти Би Шмит — бас-гитара, вокал
- Джордж Грантман — ударные, вокал
- Стив Кроппер — продюсер
- Чарли Брагг — инженер
- Лэйси О’Нил — инженер
- Рой Сигал — инженер